# Đoàn Huyên
Đoàn Huyên (1925-2002) là một sĩ quan cấp cao trong Quân đội nhân dân Việt Nam, hàm Thiếu tướng, Giáo sư, nguyên Cục trưởng Cục Khoa học Quân sự, Bộ Quốc phòng; Phó Tư lệnh Quân chủng Phòng không-Không quân.

## Thân thế
Ông quê ở xã Đại Hòa, huyện Đại Lộc, tỉnh Quảng Nam.
Trước Cách mạng tháng 8, ông theo học ở Trường thanh niên tiền tuyến ở Huế.
Trong Cách mạng tháng 8 năm 1945, ông tham gia giành chính quyền tại Huế, là Trung đội trưởng Giải phóng quân (19 tháng 8 năm 1945). Sau khi thực dân Pháp núp bóng quân Anh trở lại Nam Bộ, ông tham gia Nam Tiến trên cương vị Trung đội trưởng.
Tháng 11 năm 1945, Đại đội phó rồi Đại đội trưởng Giải phóng quân trực thuộc Chi đội 3 Nam Long chiến đấu ở chiến trường Nam Bộ. Từng bị bắt ở Biên Hòa, 2 lần địch đưa ra dọa hành quyết ông nhất quyết không khai và trốn thoát về với đơn vị.
Từ tháng 1 năm 1946, ông lần lượt là Đại đội trưởng, Tiểu đoàn phó rồi Tiểu đoàn trưởng Tiểu đoàn Cao Thắng, Trung đoàn 80 thuộc khu 6 chiến đấu ở mặt trận Phú Yên rồi tham gia hoạt động trong vùng định hậu ở phía Bắc Khánh Hòa. 
Tháng 6 năm 1948, Trung đoàn phó Trung đoàn 80 Khu 6 rồi Liên Trung đoàn phó Liên trung đoàn 80-83 Liên khu 5.
Tháng 6 năm 1949, ông cùng đơn vị sang hoạt động ở Hạ Lào trong Ủy ban kháng chiến miền Nam Trung Bộ, là Khu phó Hạ Lào. Ông là phái viện Quân sự cạnh đại diện Chính phủ Kháng chiến Lào tại Khu Hạ Lào, Ủy viên Thường vụ Ban cán sự Hạ Lào trực thuộc Liên khu ủy Liên khu 5. 
Sau Hiệp định Genève, tháng 10 năm 1954 ông tập kết ra Bắc và được cử làm Trưởng phòng Tác chiến Bộ Tư lệnh Pháo binh (tháng 11 năm 1954).
Tháng 3 năm 1955, là Trưởng phòng Huấn luyện Bộ Tư lệnh 350.
Tháng 8 năm 1960, ông được cử đi học tại học viện Quân sự Pháo binh Lê-nin-grát của Liên Xô.
Về nước ông được cử làm Chủ nhiệm Khoa Pháo binh kiêm Phó trưởng Hệ Quân sự Học viện Quân chính (tháng 10 năm 1964). 
Bước vào thời kỳ kháng chiến chống Mỹ cứu nước, ông được cử vào Nam là Trưởng đoàn nghiên cứu đánh Mỹ ở chiến trường khu 5 (tháng 12 năm 1965).
Tháng 1 năm 1967, Phó Tư lệnh Quân chủng Phòng không-Không quân
Tháng 3 năm 1967, Tư lệnh Binh chủng Tên lửa Quân chủng Phòng không-Không quân
Tháng 1 năm 1968, Phó Tư lệnh Quân chủng Phòng không-Không quân. 
Tháng 12 năm 1968, ông được cử làm chuyên viên cho phái đoàn quân sự Việt Nam Dân chủ Cộng hòa tại Hội nghị Pa-ri về Việt Nam. 
Tháng 1 năm 1970, ông tham gia chiến dịch phản công Đường 9 Nam Lào trên cương vị Phó Tư lệnh Bộ Tư lệnh 70.
Tháng 2 năm 1971, Phó Tư lệnh Quân chủng Phòng không-Không quân
Tháng 7 năm 1972, tiếp tục tham gia Hội nghị Pa-ri là Tổ trưởng Tổ quân sự.
Tháng 3 năm 1973, ông là Phó Trưởng đoàn Ban liên hiệp Quân sự 4 bên ở miền Nam. 
Tháng 2 năm 1975, Phó Tư lệnh Quân chủng Phòng không-Không quân
Tháng 6 năm 1977, chuyển sang làm công tác tổng kết ở Quân chủng Phòng không-Không quân
Tháng 7 năm 1978, là Trợ lý Giám đốc Học viện Quân sự cấp cao.
Tháng 4 năm 1980, là Phân viện trưởng Phân viện Chiến lược Học viện Quân sự cấp cao
Tháng 1 năm 1981, ông là Cục trưởng Cục Khoa học Quân sự trực thuộc Bộ Tổng Tham mưu Bộ Quốc phòng. Ủy viên ban chỉ đạo biên soạn Tư điền Bách khoa Quân sự Bộ Tổng Tham mưu (từ tháng 10 năm 1989)
Ngày 1 tháng 1 năm 1996, ông được Nhà nước cho nghỉ hưu
Ông mất năm 2002 tại thành phố Hồ Chí Minh. 
Thiếu tướng (02.1983).

## Khen thưởng
Huân chương Quân công (hạng Nhất, hạng Ba)
Huân chương Chiến công hạng Nhất
Huân chương Chiến thắng (chống Pháp) hạng Nhất
Huân chương Kháng chiến chống Mỹ hạng Nhất
Huân chương Chiến sĩ vẻ vang (hạng Nhất, Nhì, Ba)
Huân chương Tự do hạng Nhất của nước Cộng hòa Dân chủ Nhân dân Lào
Huy chương Quân kỳ quyết thắng
Huy chương ‘’Vì sự nghiệp Khoa học và Công nghệ’’
Huy hiệu 40 và 50 năm tuổi Đảng. 